# Consell General del Nord
El Consell General del Nord és l'assemblea deliberant executiva del departament francès del Nord a la regió dels Alts de França. La seva seu és a Lilla. Des de 2011, el president és Patrick Kanner (PS).

## Presidents del Consell General
- Ernest Couteaux (SFIO) (1945 - 1946)
- Augustin Laurent (SFIO) (1946 - 1967)
- Victor Provo (SFIO, després PS) (1967 - 1973)
- Albert Denvers (PS) (1973 - 1985)
- Bernard Derosier (PS) (1985 - 1992)
- Jacques Donnay (RPR) (1992-1998)
- Bernard Derosier (PS) (1998 - 2011)
- Patrick Kanner (PS) (2011 -)

## Composició
El consell general del Nord comprèn 79 consellers generals escollits dels 79 cantons del Nord.
| President del Consell General |       |         |
| Patrick Kanner (PS)           |       |         |
| Partit                        | Sigla | Electes |
| Majoria                       |       |         |
| Partit Comunista Francès      | PCF   | 14      |
| Partit Socialista             | PS    | 39      |
| Divers Gauche                 | DVG   | 1       |
| Moviment Demòcrata            | MD    | 2       |
| Oposició                      |       |         |
| Union Pour le Nord            |       | 22      |
| Sense etiqueta                | SE    | 1       |